# BarlowGirl
BarlowGirl foi uma banda norte-americana de rock cristão formada em Elgin, Illinois. A banda era composta pelas três irmãs: Rebecca, Alyssa e Lauren Barlow.
Elas ganharam vários prêmios neste gênero, a canção "Never Alone" foi a que por mais tempo ficou em primeiro lugar nas paradas de sucesso de 2004  nas rádios e discos e foi considerada a canção do ano em ambos. A canção ganhou o prêmio Yahoo!'s Who's Next.

## História
O pai das integrantes (Vince Barlow) lançava discos para jovens em sua igreja, Willow Creek Community Church em South Barrington, Illinois, a segunda maior igreja nos Estados Unidos. Ele foi contratado para se apresentar em eventos em todo os Estados Unidos. Ele levou as filhas como suas backing vocals no ano de 1990. BarlowGirl começou a escrever músicas e se apresentar durante seus shows. Então, o trio parou a turnê com seu pai quando Becca e Alyssa começaram a estudar, mas elas participaram de pequenos concertos. O trio já havia escrito 10 músicas em 2002.
As irmãs Barlow receberam passagem para o seminário Music in the Rockies da Gospel Music Association em Estes Park, Colorado, no meio de 2002. Elas não foram informadas que o seminário era um evento da indústria fonográfica para artistas novatos, nem ainda que era uma competição. Elas chegaram às finais do evento. Gravadoras ficaram interessadas em sua música depois de sua apresentação.
O nome do grupo ficou famoso mesmo antes do lançamento do primeiro CD. O grupo Superchick incluiu um música intitulada "Barlow Girls" em seu álbum Karaoke Superstars, como um tributo para as irmãs Barlow e sua mensagem de pureza, e efetivamente introduziu as irmãs para o mundo musical.

## BarlowGirl e " Never Alone" (2004)
BarlowGirl lançou seu primeiro álbum de estúdio em 24 de fevereiro de 2004. O álbum incluía a mais longa música n º 1 em 2004, CHR R & R e gráficos CRW Rock, "Never Alone" foi nomeado Canção do Ano em cada um destes gráficos. O CD vendeu mais de 250 mil unidades até abril de 2005, e contou com os singles "Never Alone" e "Mirror". Estas canções número 1 obteve ao trio quatro prêmios, 2005 Gospel Music Association (GMA),(anteriormente o prêmio Dove) nomeações, incluindo o prêmio de Melhor Artista Revelação, Melhor Canção de Rock e Álbum de Rock. O trio foi o novo best-seller artista cristão de 2004. BarlowGirl recebeu uma indicação ao prêmio GMA 2006 para o Rock / Música Contemporânea do Ano para "Mirror". "Never Alone" também foi destaque no WOW Acessos 2005 CD.
O CD também contou com uma faixa escondida intitulado "Image", que os ouvintes só poderia encontrar por carregar o CD em seus computadores e acessar um site escondido. Até o momento, é a segunda faixa somente onde a irmã mais velha e guitarrista Becca canta um solo. Ela canta a parte do meio de cada verso.
Há também uma versão Family Christian exclusivo, que contém a faixa bônus, "We Pray", que, entre outros, também inclui artistas Mandisa, Jackson Waters, e Rebecca St. James.

## Another Journal Entry e "I Need You to Love Me" (2005-2006)
Seu segundo álbum, Another Journal Entry, foi lançado em 27 de setembro de 2005. O álbum estreou como número 3 na parada Soundscan álbum cristão, e tinha alcançado 85 no Top Billboard 200 álbuns gráfico atual em 10 de outubro de 2005. O trio foi indicado a três prêmios adicionais GMA 2006 - "Grupo do Ano", "Rock/Álbum Contemporâneo do Ano" e "Canção de Rock Gravada do Ano" para "Let Go".
O trio está caracterizado como vocalistas convidados sobre Big Daddy Weave do "You're Worthy of My Praise" de seu álbum "What I Was Made For 2005".
O primeiro single do álbum, "Let Go" ", foi um download gratuito da semana a partir do iTunes. Seu próximo single do álbum, "I Need You to Love Me", rapidamente subiu para o número 1 na contagem regressiva Weekend 22 em abril de 2006. O único lugar em que a posição de número 1 na Christian R & R Hit gráfico Rádio por 9 semanas, eo CRW Christian gráfico Radio Hit para um recorde de 13 semanas. O single foi a música mais tocada de 2006 no Radio Hit cristã já tocada no fim de semana 22. A banda filmou um vídeo da música para sua canção "Never Alone" para a versão na rádio tradicional e canais de música de televisão de vídeo.
Os membros de BarlowGirl foram as jovens embaixadoras para o Dia Nacional de Oração em 2007. Elas gravaram a canção "We Pray" (escrito por Clint Lagerberg e Otto Prince) para o evento, juntamente com outros artistas como Rebecca St. James. A canção está disponível na versão Family Christian  exclusivo de seu álbum auto-intitulado.
BarlowGirl re-lançado álbum agosto de 2006 como Another Journal Entry: Edição Expandida. Ele possui todas as 11 faixas de Another Journal Entry e cinco faixas bônus, três versões acústicas de canções anteriores ("On My Own", "I Need You to Love Me", "Porcelain Heart"), uma versão editada de "Never Alone "e uma nova canção, "For The Beauty of the Earth",(que foi incluída na trilha sonora do filme de 2006 The Nativity Story). Também incluída no CD "Never Alone", sua melhor música vídeo.

## How Can We Be Silent (2007-2008)
BarlowGirl novamente gravado com o produtor Otto Prince para o seu terceiro álbum de estúdio How Can We Be Silent. O álbum foi lançado em 24 de julho de 2007. How Can We Be Silent estreou como número 1 na parada da Billboard cristã, e n º 40 no álbum da Billboard Top 200. Foi o primeiro álbum de uma banda de rock feminina que chegou ao top 40 na Billboard 200 desde "Tudo" pelos Bangles em 1989. O CD também foi lançado em formato de edição especial que vem com um DVD que apresenta os vídeos de música para os seus sucessos anteriores "Never Alone" e "I Need You To Love Me", mais de 90 minutos de material bônus, e entrevistas pessoais com os três membros da banda. BarlowGirl em parceria com seu antigo produtor Otto Prince.
Comparado a singles anteriores, no entanto, músicas de How Can We Be Silent o desempenho foi fraco na rádio. O primeiro single do álbum, "Here's My Life", foi lançado em junho de 2007. Ele alcançou a posição n º 12 na cristãs R & R de paradas de rádio contemporâneas de vida e em n º 29 na Billboard Hot canções cristã. Seu segundo single, "Million Voices", foi lançado para o rock de rádio, algumas semanas depois. O terceiro single, "I Believe In Love", foi lançado em 8 de outubro de 2007. Sem histórico gráfico disponível para as últimas duas músicas.
BarlowGirl anunciou em seu podcast oficial on-line que eles estavam de volta em estúdio gravando um álbum de Natal em meados de 2008. Home for Christmas foi lançado em 26 de setembro de 2008, nos EUA e em outros países. A música "Carol of the Bells/Sing We Now of Christmas" do álbum se tornou uma das 20 melhores canções de Natal mais baixados no iTunes na seção do feriado em um ponto em 2008.

## Home for Christmas (2008)
Home for Christmas foi lançado em 23 de setembro de 2008,e alcançou a posição nº180 na Billboard 200 e nº15 na parada de álbuns cristãos e 2º lugar na parada de álbuns de 2008 de férias.

## Love & War e Our Journey... So Far (2009-2011)
O mais recente álbum de BarlowGirl, Love & War, foi lançado em 8 de setembro de 2009. A música "Beautiful End" é sobre este álbum. BarlowGirl já fez um site para apresentar o seu belo final. "Beautiful End" é o single do álbum chumbo. Ele chegou ao gráfico nº28 da revista Billboard Músicas Cristãs em Novembro de 2009 e chegou a Nº3 posição sobre os Cristãos Contemporâneos paradas de sucesso na rádio. A segunda música "Stay With Me", foi lançado no início de 2010.
Cerca de um ano após o lançamento de Love & War, BarlowGirl  lança  Our Journey... So Far  em 14 de setembro de 2010. Ele contém músicas de todos os seus álbuns anteriores, além de um remix FredTown Manilla de seu maior hit até hoje "I Need You to Love Me".

### BarlowGirl no Brasil
BarlowGirl foi ao Brasil no dia 13 de Dezembro de 2008, no SOS da Vida Gospel Festival, que aconteceu no Parque Anhembi.

## Aposentadoria da banda e "Hope Will Lead Us On" (2012)
Em 24 de outubro de 2012, BarlowGirl anunciou que estariam "aposentando a banda" e não elaboram planos futuros. Na segunda-feira, 29 de outubro, 2012, o trio fez a sua última aparição pública com um bate-papo ao vivo on-line e sessão acústica, onde estreou sua última canção "Hope Will Lead Us On".

## Grupo
- Alyssa Barlow – Alyssa Katherine Nicole Barlow (nascido em 4 de janeiro de 1982) foi a baixista e tecladista do BarlowGirl. Ela também dividiu os vocais com a irmã Lauren. Alyssa foi educada a partir da quarta série em sua casa. Quando tinha 17 anos, ela foi diagnosticada com Distrofia Simpático Reflexa (DSR), após uma torção no tornozelo. Alyssa Barlow inicialmente "deu-se" quando os médicos disseram que ela nunca mais poderia andar normalmente. Ela dá crédito a Deus por sua recuperação final.

- Rebecca Barlow – Rebecca "Becca" Elizabeth Marie Barlow (nascido em 24 de novembro de 1979) cantou os vocais de fundo e tocou ambas guitarra elétrica de 6 - e as guitarras de 12 cordas acústicas. Ela foi educada em casa desde a sétima série. Ela tem sido tradicionalmente a mais quieta membro da banda. Em sua última aparição como membro do BarlowGirl, ela afirmou que seu sonho é uma guitarra Gibson Les Paul 1957 "Beleza Negra", com revestimento de ouro nas pickups Bigsby e pontes. Becca também se recuperou de um transtorno alimentar, que ela desenvolveu em torno da idade de 18 anos. "Toda vez que eu me olhei no espelho, eu disse a mim mesmo 'Meu Deus, que gordura. Você está horrível hoje. Nunca pareceu ficar melhor, e eu me sentia cada vez pior", escreve ela. Ler uma história de revista sobre a luta de uma mulher com um transtorno alimentar levou a Barlow para seguir o mesmo caminho. Ela comia muito pouco e trabalhou "por duas ou três horas por dia". Eventualmente, ela chegou a exaustão emoção. "Quando eu tinha 19, eu me encontrei um dia com meu rosto pressionado contra o azulejo frio do chão do banheiro, com nada para dar, sem energia, nenhuma esperança. Enquanto eu estava lá, Deus tocou meu coração. Ele me revelou que todos os meus esforços destrutivos para encolher o meu corpo não estava fazendo eu me sentir melhor comigo mesma [...] Eu era completamente grata por sua cura que prometi naquele local amá-lo e servi-lo para o resto da minha vida".

- Lauren Barlow – Lauren Ashley Nicole Barlow (nascido em 29 julho de 1985) foi a baterista da BarlowGirl. Ela também dividiu os vocais com sua irmã Alyssa. Lauren é a mais nova das três e também é conhecida como Lo-Lo e Odie. Lauren Barlow foi educada desde o primeiro grau em casa. Foi escolhida como editora geral de um livro de diferentes artistas, autores, atletas, escritos e pastores que foram inspirados por A. W. Tozer.

## Filantropia
- BarlowGirl são parceiras com Mercy Ministries (Ministérios de Misericórdia), uma organização que visa ajudar as mulheres. A caridade, porém, tem enfrentado polêmica nos Estados Unidos e na Austrália.

- Após o lançamento de How Can We Be Silent, BarlowGirl liderou uma campanha Never Silence Life em 2009 para expressar sua vida pró-pontos de vista e sua preocupação com a proteção da vida pré-natal. Eles têm uma mensagem pró-vida na canção "Tears Fall" de Love & War, que cantam com os Cantores Fisk Jubilee.

## Discografia

### Álbuns
- Barlow Girl (2004)
- Another Journal Entry (2005)
- Another Journal Entry (Expanded Edition) (2006)
- How Can We Be Silent (2007)
- Home for Christmas - (álbum natalino) (2008)
- Love & War (2009)
- Our Journey... So Far (2010)

### Outras músicas
- Oh Holy Night
- Everyday Life
- Forgive Me (com Rebbeca St. James)
- You're Worthy Of My Praise (com Big Daddy Weave)
- BarlowGirl (por Superchick)
- We Pray
- I Will Sing of My Reddemer (com Selah)
- Stay With Me

### Vídeos musicais
- "I Need You To Love Me" (2005)
- "Grey" (2005)
- "Never Alone" (2006)
- "Beautiful Ending" (2009)
- "Hallelujah (Light Has Come) " (2010)